# Општина Омуртаг
Општина Омуртаг се налази у Североисточној Бугарској у Трговишкој области и према подацима од 21.07.2005. године има 32 862 становника који живе у 45 насељених места.
- Беломорци,
- Бостан,
- Балгараново,
- Велигденче,
- Величка,
- Веренци,
- Веселец,
- Висок,
- Врањи кон,
- Гољамо Црквиште,
- Горња Хубавка,
- Горно Козарево,
- Горно Новково,
- Горско Село,
- Доња Хубавка,
- Долно Козарево,
- Долно Новково,
- Зелена Морава,
- Змејно,
- Звездица,
- Илијно,
- Камбурово,
- Кестеново,
- Козма Презвитер,
- Красноселци,
- Малко Црквиште,
- Могилец,
- Обител,
- Омуртаг,
- Панајот Хитово,
- Паничино,
- Петрино,
- Пластина,
- Птичево,
- Падарино,
- Прван,
- Росица,
- Ратлина,
- Средиште,
- Станец,
- Тапчилештово,
- Угледно,
- Царевци,
- Церовиште,
- Чернокапци